# ブラジルサカタザメ
ブラジルサカタザメ（Pseudobatos horkelii）は、サカタザメ科のエイの一種。ブラジルの固有種で、沿岸から大陸棚まで生息する。卵胎生で、妊娠期間は長い。出産の時期である2月に多く漁獲され、乱獲によって大幅に数が減少したため、国際自然保護連合(IUCN)は本種を近絶滅種に指定した。

## 分類
1841年にヨハネス・ペーター・ミュラーとヤーコプ・ヘンレによってRhinobatos horkeliiとして記載された。種小名は本種の標本をミュラーとヘンレに送ったベルリン大学教授のJohann Horkelへの献名。かつてはサカタザメ属に分類されていたが、2016年に Pseudobatos 属へ移された。

## 形態
全長は最大138cmで、通常雄は60cm、雌は90cmほど。体色はオリーブグレーから濃い茶色で、目立った模様はない。吻部には小さく黒い斑点が不規則に入る。吻部腹面には黒い楕円形の斑点が入る。体の正中線に沿って26本の小さな棘が尾まで並ぶ。背鰭は二基あり、ほぼ同じ大きさである。

## 分布・生態
リオデジャネイロからアルゼンチンにかけての西大西洋に分布する。沿岸部から大陸棚縁にかけての砂泥底に生息する。頭足類、甲殻類、多毛類などを捕食する。卵胎生で繁殖力は低く、妊娠期間は11 - 12ヶ月。交尾は3月に大陸棚で行われ、卵は11月まで雌の体内で休眠状態にある。仔は最初は卵黄嚢から、その後母親の子宮分泌液から栄養を受け取り成長する。雌は翌年2月に全長約29 cmの仔を4 - 12尾出産する。雌は4歳で性成熟する。

## 人とのかかわり
かつては重要な漁業資源であったが、底引網、トロール網、刺し網等の乱獲の結果漁獲量が大幅に減少し、近絶滅種に指定された。 